# Alberto Blancafort
Alberto Blancafort (* 28. April 1928 in La Bañeza; † 11. Februar 2004 in Madrid) war ein spanischer Dirigent und Komponist.
Blancafort studierte am Pariser Konservatorium Komposition bei Darius Milhaud und Nadia Boulanger und Dirigieren bei Igor Markevitch und Sergiu Celibidache. Er war Gründer des Chores von Radiotelevisión Española, den er von 1965 bis 1979 und von 1992 bis 1998 leitete. Daneben dirigierte er mehrere Sinfonieorchester Spaniens.